# Éditions Cairn
Pour les articles homonymes, voir Cairn (homonymie).
Les éditions Cairn sont une maison d'édition française fondée en 1997. En janvier 2024, les éditions changent de mains et sont reprises par Hervé Laviale.
Le mot Cairn désigne en amas de pierres élevé comme un point de repère, une borne par les montagnes et les explorateurs.

## La Présentation
Le Fondateur des Editions Cairn est Jean-Luc Kérébel. Après un diplôme à Bordeaux sur les métiers du livre, des études de psychologie et de sciences politiques, il commence sa carrière comme libraire à la librairie « Georges » de Talence puis adjoint de direction à l’Espace culturel du centre Leclerc de Pau. Il collabore enusite en tant que directeur de collection de « J & D éditions ». Il a vendu les Editions Cairn en janvier 2024 et passé le relais de la Direction Générale à Hervé Laviale.
Hervé Laviale 
La maison aujourd'hui publie environ entre 80 et 100 ouvrages par an, liés à la culture et au patrimoine du Grand Sud. La Nouvelle Aquitaine, l'Occitanie et la Paca.
Les Éditions Cairn se passionnent pour tout ce qui fait vibrer «les gens d’ici», le sport, l’histoire, le roman policier, l'archtecture, Pyrénées qu’elles ont pour horizon depuis leur siège social basé proche de la Place Royale à Pau.
Les éditions Cairn maitrisent l’ensemble de la chaine du livre depuis la mise en page des livres faite dans leur Atelier Graphique jusqu’à la commercialisation en librairies. Elles assurent elles-mêmes la diffusion et la commercialisation de leurs ouvrages auprès de tous les niveaux de clientèle et proposent ses services de diffuseur et distributeur à des Éditeurs dits Partenaires.

## Le Catalogue
Les dernières parutions des Editions Cairn témoignent de la cohérence éditoriale, de l'ADN de Cairn bien identifié par les libraires, géographiquement, mais aussi d'un nouvel éclectisme, fondé sur de nouveaux genres ; la poésie, le dessin, la photographie, le roman. Et des auteurs de nos régions comme d'ailleurs.
Le nouveau slogan de cette maison - Pour que le Grand Sud s'écrive et se lise ! - illustre cette volonté.
Cairn privilégie des auteurs régionaux mais souhaite aussi ouvrir son fonds à des auteurs d'autres régions qui souhaitent parler au Sud, du Sud.
Ce catalogue est donc élargi au delà de son périmètre du grand Sud et regroupe des titres de référence écrits par des spécialistes (agrégés d’Histoire, professeurs d’Université…).

## Collection "Du noir au sud"
Cairn a lancé en 2013 une collection de polars régionaux : Du Noir au Sud compte aujourd’hui plus de 200 titres d’auteurs confirmés mais aussi de primo-romanciers. À cela, s'ajoute une nouvelle sous collection intitulée "Docu Du Noir au Sud", qui regroupe des récits, des enquêtes basés sur des faits réels. Les Polars de la collection sont l'oeuvre d'auteurs du Grand Sud et sont ouverts aussi aux auteurs étrangers du Sud comme aux auteurs francophones qui ancrent leurs intrigues dans le Grand Sud.